# Jasper-Nationalpark
Der in der kanadischen Provinz Alberta gelegene Jasper-Nationalpark (englisch Jasper National Park of Canada, französisch Parc national du Canada Jasper) wurde 1907 gegründet und ist mit seinen 10.878 km² Fläche der größte Nationalpark in den kanadischen Rocky Mountains. Der Nationalpark wurde 1984, zusammen mit dem Banff-Nationalpark, dem Kootenay-Nationalpark und dem Yoho-Nationalpark als Teil der Canadian Rocky Mountain Parks, von der UNESCO zum Welterbe erklärt. Bei dem Park handelt es sich um ein Schutzgebiet der IUCN-Kategorie II (Nationalpark), das von Parks Canada, einer Crown Agency (Bundesbehörde), verwaltet wird.
Der Park ist nach Jasper Hawes benannt, der für die North West Company einen Stützpunkt unterhielt.
Zu Beginn des 19. Jahrhunderts befand sich ein Pelzhandelsposten der Hudson’s Bay Company am heutigen Ort Jasper, der erst 1914 – sieben Jahre nach Einrichtung des Jasper-Nationalparks – offiziell gegründet wurde.

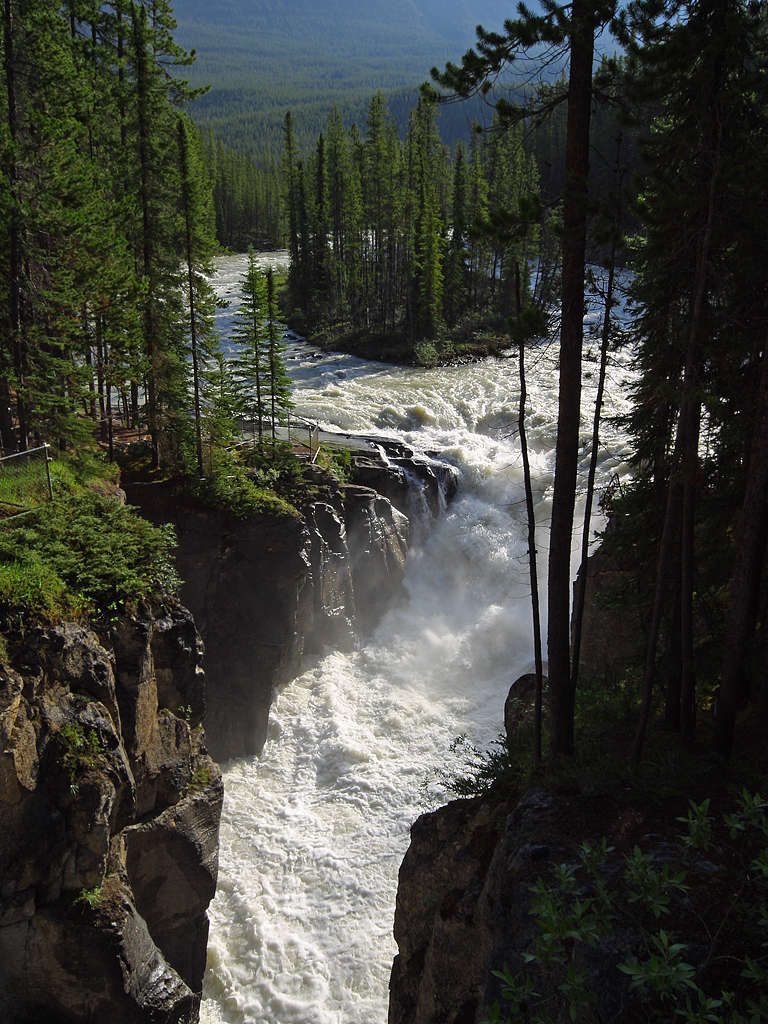
Sunwapta Falls

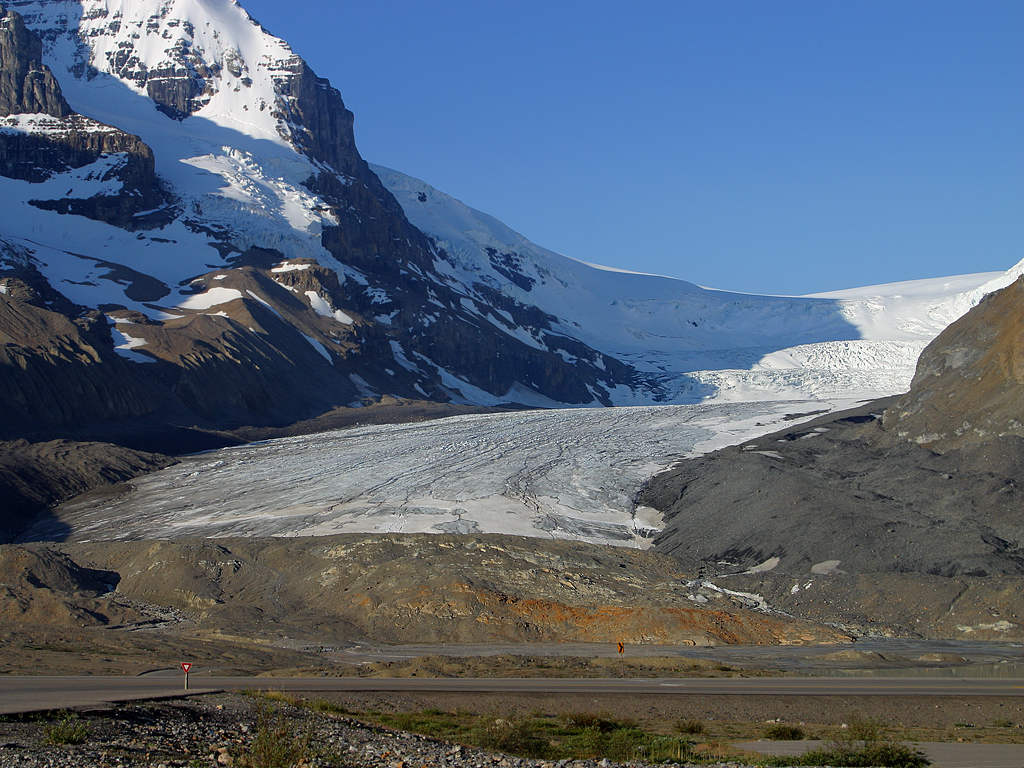
Der Athabasca-Gletscher, Teil des Columbia-Eisfeldes im Jasper-Nationalpark

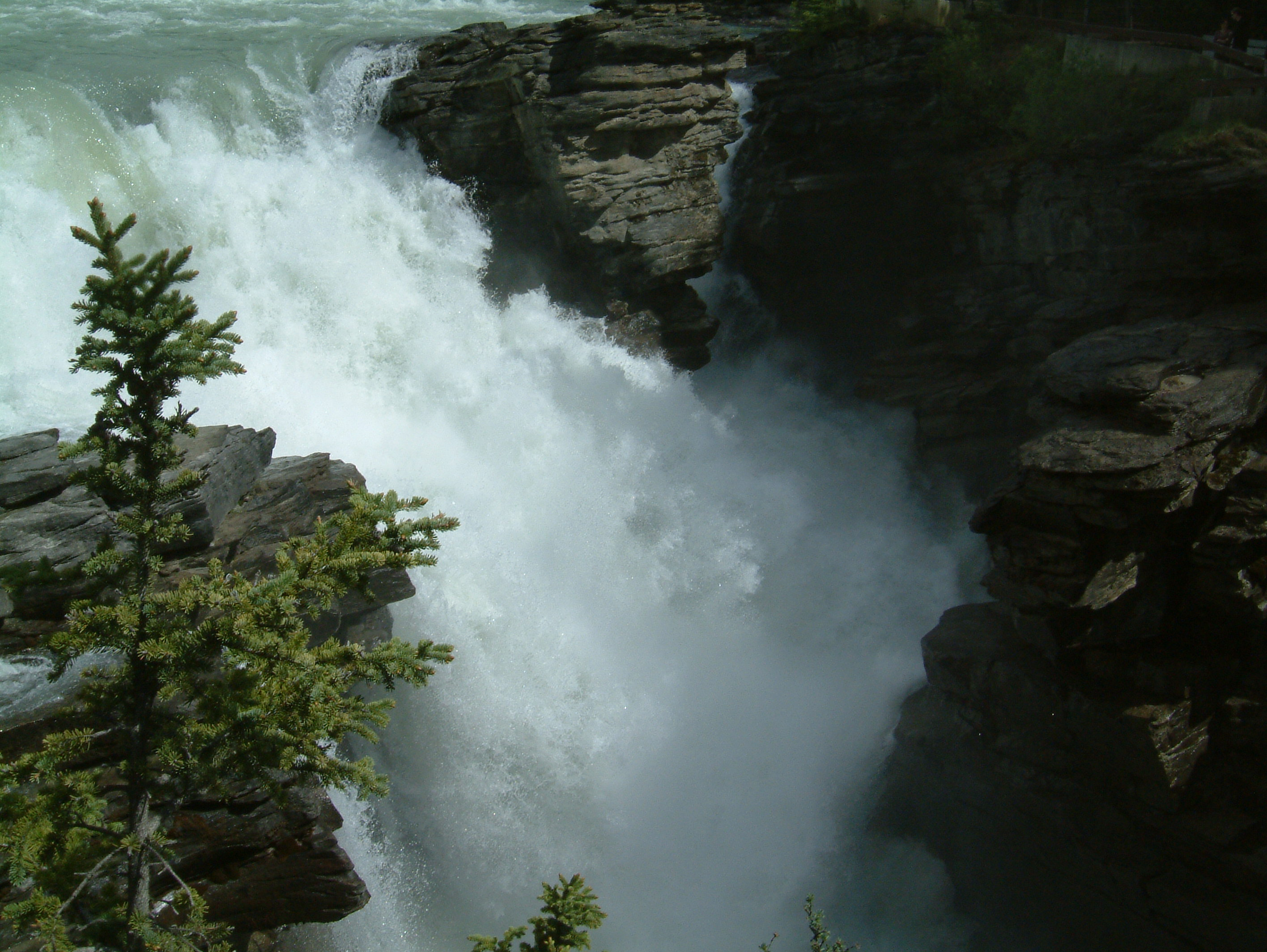
Athabasca Falls

## Fauna
Im Park gibt es zahlreiche große Säugetierarten, wie Elch, Wapiti, Maultierhirsch, Dickhornschaf, Schneeziege, Puma, Schwarzbär und Grizzlybär, aber auch Luchse, Wölfe und Kojoten. Vor allem im Tal des Maligne River leben noch die seltenen Waldkaribus. Die Tiere sind teilweise wenig scheu, besonders die Wapitis laufen durch die Ortschaft Jasper und fressen die Blumen in den Vorgärten.

## Tourismus und Touristische Punkte
Der Jasper-Nationalpark ist einer der Parks in Kanadas Rocky Mountains, in dem der Konflikt zwischen Naturschutz und Massentourismus sehr deutlich wird. Jährlich besuchen mehr als neun Millionen Menschen die sieben Nationalparks der Region, wobei der Park um Jasper mit fast 2,5 Millionen Besuchern davon etwa mehr als ein Viertel verkraften muss. Der Park ist, nach dem Banff-Nationalpark, auch der Nationalpark in Kanada mit den zweitmeisten Besuchern. Dabei konzentriert sich der Besucheranstrom auf bestimmte Punkte und vorwiegend auf die sommerliche Ferienzeit.

### Sehenswürdigkeiten
- Athabasca River – 1231 Kilometer langer Fluss, der durch den Nationalpark fließt
- Athabasca Falls – Wasserfälle, die sich den Weg durch das Gestein gefräst haben
- Athabasca-Gletscher – Gletscher, der mit sogenannten Snowcoaches befahren werden kann und zum Columbia-Eisfeld gehört
- Columbia-Eisfeld – 325 km² großes Gletschergebiet
- Columbia River – 1953 Kilometer langer Fluss, der durch den Nationalpark fließt
- Horseshoe Lake – kleinerer See
- Icefields Parkway – 231 Kilometer langer Highway von Jasper bis Banff mitten durch die Rocky Mountains
- Jasper – knapp 4000 Einwohner zählende Ortschaft, die auf 1067 m Höhe liegt
- Maligne Canyon – schmaler, bis 55 Meter tiefer Canyon mit Wanderwegen
- Maligne Lake – größter (22 Kilometer lang) und tiefster (97 Meter) See im Park mit dem bekanntesten Fotomotiv im Park (Spirit Island)
- Medicine Lake – beliebter Ausflugssee an der Straße zum Maligne Lake mit einem unterirdischen Abfluss
- Miette Hot Springs – heiße Quellen, deren Wasser in ein Schwimmbad geleitet wird
- Mount Columbia – mit 3747 m Höhe der höchste Punkt im Park[6]
- Mount Edith Cavell – 3363 m hoher Berg südwestlich der Ortschaft Jasper
- North Saskatchewan River – 1287 Kilometer langer Fluss, der durch den Nationalpark fließt
- Pyramid Lake – beliebter Ausflugssee nahe der Ortschaft Jasper
- Snake Indian River – abgelegener Flusslauf im äußersten Norden des Nationalparks
- Yellowhead Pass – historische Stätte und Aussichtspunkt
- Whistlers Mountain – 2285 m hoher Aussichtsberg nahe der Ortschaft Jasper
- Der Glacier Skywalk, ein seit Mai 2014 kostenpflichtig zugänglicher, über einen Abgrund ragender Aussichtspunkt nach dem Vorbild des Grand Canyon Skywalks in Arizona.[7][8][9]

Im Jahre 2011 wurden 11.228 km² um den Nationalpark auch als Dark Sky Preserve (Lichtschutzgebiet, Jasper Dark Sky Preserve) ausgewiesen.